# الاولی
برای رودی به این نام به رود اولی نگاه کنید.

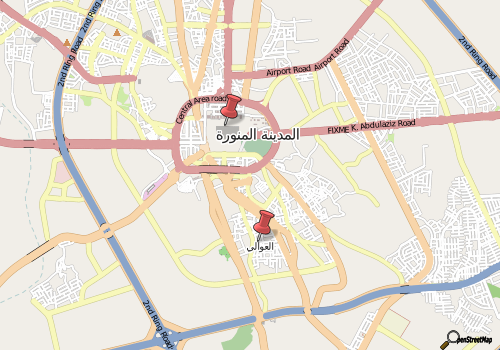
منطقه العوالی در مدینه

العوالی یک منطقهٔ مسکونی در عربستان سعودی است که در استان مدینه واقع شده‌است.